# Atomic Playboys
Atomic Playboys ist das 1989 veröffentlichte erste Soloalbum des US-amerikanischen Gitarristen Steve Stevens, der vor allem durch seine Zusammenarbeit mit Billy Idol Bekanntheit erlangt hatte.

## Hintergrund
Steve Stevens hatte als Songwriting-Partner von Billy Idol wesentlich zu dessen Alben Billy Idol (1982) und Rebel Yell (1983) beigetragen und bei den Aufnahmen zu Whiplash Smile (1986) Harold Faltermeyer kennengelernt, der die Keyboards für das Album aufnahm. Aus dieser Zusammenarbeit entstand 1986 auch die Beteiligung von Faltermeyer und Stevens am Soundtrack zum Film Top Gun, zu dem sie den Titel Top Gun Anthem beisteuerten, für den sie mit einem Grammy ausgezeichnet wurden. In der Folge zerfiel die musikalische Beziehung von Billy Idol und Steve Stevens, der zwar noch an der Tournee zu Whiplash Smile teilnahm, sich danach aber anderen Projekten zuwandt. So arbeitete er u. a. mit Michael Jackson zusammen, für den er 1987 das Gitarrensolo des Hits Dirty Diana aufnahm. 1987 begann er neben Arbeiten für Steve Lukather und Joni Mitchell gemeinsam mit dem Sänger Parramore McCarty mit den Arbeiten zu seinem ersten Soloalbum.
Stevens stellte dafür keine vollwertige Band zusammen: Neben der Gitarrenarbeit spielte er den Bass und übernahm beim Titel Woman of 1.000 Years auch den Gesang, während McCarty alle anderen Titel sang. Für das Album wurden außerdem Phil Ashley (Keyboards) verpflichtet sowie Thommy Price (Schlagzeug), mit dem Stevens bereits bei Rebel Yell sowie in Billy Idols Tourband zusammengearbeitet hatte. In der Repräsentation nach außen spielten beide jedoch keine Rolle. Als Gastmusiker wirkten außerdem Kasim Sultan (Bass) und Anton Fig (Schlagzeug) mit; Produzent Beau Hill (ZZ Top, Winger) beteiligte seine damalige Lebensgefährtin, die Sängerin Fiona, am Songwriting und ließ sie am Hintergrundgesang für das Lied Desperate Heart teilnehmen.
Ähnlich wie zuvor bei der Zusammenarbeit mit Billy Idol baute Stevens auf eine Außendarstellung, die auf den Gitarristen und den Sänger konzentriert war. So sind im Booklet der CD auch nur Stevens und McCarty abgebildet.
Als Single wurde das Titellied ausgekoppelt, das als B-Seite das von Stevens und Iggy Pop geschriebene Lied Warm Female enthielt. Für Promotionzwecke entstand außerdem ein Remix (7:41 Minuten) des The-Sweet-Klassikers Action, dessen Coverversion der dritte Titel auf dem Album war.
Das Albumcover, das einen Medusenkopf zeigt, der zur Hälfte von einem Gitarrenhals verdeckt wird, wurde vom Schweizer Künstler Hansruedi Giger entworfen und gemalt.
Atomic Playboys wurde 2013 von Rock Candy Records remastered und um den Titel Warm Female sowie den Remix von Action erweitert auf CD wiederveröffentlicht.

## Titelliste
| Nr.          | Titel                                        | Autor(en)                                             | Länge |
| ------------ | -------------------------------------------- | ----------------------------------------------------- | ----- |
| 1.           | Atomic Playboys                              | Steve Stevens                                         | 5:48  |
| 2.           | Power of Suggestion                          | Stevens                                               | 4:37  |
| 3.           | Action (Coverversion (The Sweet))            | Andy Scott, Brian Connolly, Mick Tucker, Steve Priest | 4:44  |
| 4.           | Desperate Heart                              | Stevens, McCarty, Beau Hill, Fiona                    | 4:32  |
| 5.           | Soul on Ice                                  | Stevens                                               | 3:57  |
| 6.           | Crackdown                                    | Stevens                                               | 5:44  |
| 7.           | Pet the hot Kitty                            | Stevens, McCarty, Hill                                | 4:03  |
| 8.           | Evening Eye                                  | Stevens, McCarty                                      | 3:56  |
| 9.           | Woman of 1.000 Years (Gesang: Steve Stevens) | Stevens                                               | 4:21  |
| 10.          | Run Across Desert Sands (Instrumental)       | Stevens                                               | 3:52  |
| 11.          | Slipping Into Fiction                        | Stevens                                               | 4:43  |
| Gesamtlänge: | Gesamtlänge:                                 | Gesamtlänge:                                          | 50:25 |

## Rezeption
Holger Stratmann urteilte in Rock Hard, professionell sei wohl „das Wort, mit dem man die Scheibe des Billy Idol-Gitarristen Steve Stevens am besten“ umschreibe. Mit dem Ex-Warrior-Sänger Perry McCarty habe sich Stevens „einen der geilsten US-Sänger an Land gezogen“, der auf dem Titelstück „sofort sein Können unter Beweis“ stelle. Nach diesem „perfekt dargebotenen Kracher“ folge „der krasse Gegensatz“: Power Of Suggestion sei „eine mit Bläsern angereicherte und leicht auf Rock getrimmte Disconummer“, bei der dritten Nummer, einer „nicht uncoolen Version des Sweet-Klassikers Action“, sei dann alles klar. Das Album sei „eine ungewöhnlich abwechslungsreiche Hardrockscheibe“, auf der ab und zu „Ausflüge in kommerzielle und rock'n'rollige Gefilde zu verzeichnen“ seien, die   „durchaus den Reiz der LP“ ausmachten. Außerdem stimme „die Produktion der Scheibe“. Stratmann vergab acht von zehn möglichen Punkten.
Musikexpress schrieb, Stevens biete „auf seinem Solo-Debüt nicht nur Heavy-Rock a la carte, sondern zugleich auch dem faulen Billy Idol die Stirn, der mit seiner längst fälligen Platte“ nicht rüberkomme. Der „wendige Axe-Wizard“ lasse in den elf Songs „seinem Faible für die filigran virtuose Seite des modernen Rock freien Lauf“, bringe „mitunter funkige Sequenzen auf dem Baß“ ein, covere den Sweet-Evergreen „Action“ mit „geradezu behender bravour“ und scheue im Instrumental Run Across Desert Sands keinen Trick, den „Kollegen Meola, Lucia & Co auf der Akustik-Klampfe die Leviten zu lesen.“ Außerdem habe Stevens „eine kompetente Truppe hinter sich,“ allen voran Sänger Perry McCarty, die seinen heavy gestylten Mainstream-Rock „jederzeit mit Feeling und Sentiment“ füttere.